# Tuberculum posterius vertebrae cervicalis

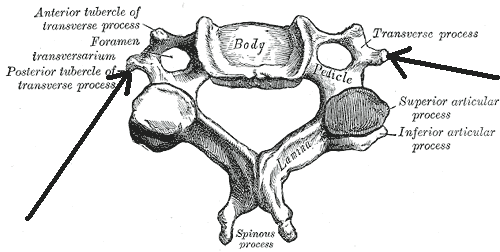
Egy nyakcsigolya (a nyilak mutatják a dudorokat)

A tuberculum posterius vertebrae cervicalis egy dudor a nyakcsigolyán. A musculus rectus capitis posterior minornak biztosít tapadási helyet.